# Куридрани, Тевита
Тевита Куридрани (англ. Tevita Kuridrani, родился 31 марта 1991 года в Суве) — австралийский регбист фиджийского происхождения, выступающий на позиции внешнего центрового (номер 13) и винга; игрок клуба «Уэстерн Форс» из Супер Регби и сборной Австралии; в прошлом с 2012 по 2020 годы представлял клуб «Брамбиз».

## Ранние годы
Рату Тевита Куридрани родился 31 марта 1991 года в городе Сува (Фиджи). Родители — Иноси и Литиана Куридрани. Вырос в фиджийской деревне Наматакула.
Тевита начал играть в регби, будучи учеником начальной школы Ватувака и играя за команду «Мило Кадзи» из Сувы. Учился в школе имени Чарльза Освальда Лелина, в 2007 году переехал с семьёй в Австралии. Позже учился в государственной школе Коринда, в Брисбене играл в регби-15 и регби-13.
Куридрани состоит в родстве с несколькими известными регбистами (игроки в регби-15 и регби-13): его дядя — Ноа Надруку, его кузены — Лоте Тукири, Саму Уара, Немани Надоло и Кириси Куридрани.

## Игровая карьера
В 2009 году выступал за клуб «Юнивёрсити оф Квинсленд» (Квинслендский университет), в конце года попал в символическую сборную Брисбена U-19. В 2010 году был призван в сборную Фиджи U-20, с которой играл на молодёжном чемпионате мира в Аргентине (8-е место). В 2010 году в составе команды университета выиграл Hospital Cup, благодаря чему снова попал в символическую сборную Брисбена U-19.
В сезоне 2010/2011 Мировой серии по регби-7 Куридрани выступал в составе сборной Австралии. В 2011 году поступил в академию «Квинсленд Редс». В 2011 году выступал на молодёжном чемпионате мира в Италии уже в составе сборной Австралии (3-е место), а перед началом сезона Супер Регби 2012 был приглашён в команду «Брамбиз» тренером Джейком Уайтом, заключив двухлетний контракт.
В 2012 году Тевита дебютировал в Супер Регби, выйдя на замену в матче против «Квинсленд Редс» в Брисбене. В 2013 году он стал основным центровым команды, а в том же году в составе «Брамбиз» сыграл в матче против «Львов», нанеся им поражение. После финала Супер Регби 2013 его вызвал в сборную Юэн Маккензи, и дебют Тевиты за «Уоллабиз» состоялся 17 августа 2013 года в Сиднее тест-матчем против «Олл Блэкс». В том же году 16 ноября в матче против Ирландии (победа 35:12) за опасный захват за бёдра Куридрани был удалён с поля и получил пятинедельную дисквалификацию.
В составе сборной Австралии стал серебряным призёром чемпионата мира 2015 года. Также играл на чемпионате мира 2019 года (четвертьфинал).
После победы с командой в Супер Регби 2020 Тевита Куридрани, сыгравший ключевую роль в финальном матче против «Квинсленд Редс» (победа 28:23), объявил об уходе из «Брамбиз» и переходе в стан команды «Уэстерн Форс».

## Стиль игры
Выступает на позиции вингера с юношеских лет. Куридрани относится к тем игрокам, которых невозможно обыграть один-в-один и легко захватить; он справляется при оффлодах и умело действует в защите, умеет читать игру; при движении по свободному пространству очень часто становится недосягаемым для противника, пробегая огромное расстояние, и заносит попытки. Его габариты сопоставимы с габаритами левого фланкера. За огромное трудолюбие и огромный объём выполняемой работы он неоднократно получал призы лучшему игроку матча.

## Статистика в Супер Регби
| Сезон          | Команда | Игры | В стартовом составе | На замену | Минуты | Попытки | Реализации | Штрафные | Дроп-голы | Очки | Жёлтые карточки | Красные карточки |
| -------------- | ------- | ---- | ------------------- | --------- | ------ | ------- | ---------- | -------- | --------- | ---- | --------------- | ---------------- |
| 2012           | Брамбиз | 8    | 1                   | 7         | 163    | 0       | 0          | 0        | 0         | 0    | 0               | 0                |
| 2013           | Брамбиз | 17   | 15                  | 2         | 1222   | 3       | 0          | 0        | 0         | 15   | 1               | 0                |
| 2014           | Брамбиз | 17   | 16                  | 1         | 1239   | 5       | 0          | 0        | 0         | 25   | 0               | 0                |
| 2015           | Брамбиз | 15   | 15                  | 0         | 1158   | 3       | 0          | 0        | 0         | 15   | 0               | 0                |
| 2016           | Брамбиз | 16   | 16                  | 0         | 1254   | 2       | 0          | 0        | 0         | 10   | 0               | 0                |
| 2017           | Брамбиз | 15   | 15                  | 0         | 1171   | 5       | 0          | 0        | 0         | 25   | 0               | 0                |
| 2018           | Брамбиз | 16   | 16                  | 0         | 1268   | 2       | 0          | 0        | 0         | 10   | 0               | 0                |
| 2019           | Брамбиз | 18   | 17                  | 1         | 1440   | 7       | 0          | 0        | 0         | 35   | 0               | 0                |
| 2020           | Брамбиз | 6    | 6                   | 0         | 480    | 1       | 0          | 0        | 0         | 5    | 0               | 0                |
| Австралия 2020 | Брамбиз | 7    | 7                   | 0         | 536    | 0       | 0          | 0        | 0         | 0    | 0               | 0                |
| Итого          | Итого   | 135  | 124                 | 11        | 9951   | 28      | 0          | 0        | 0         | 140  | 1               | 0                |